# Championia reticulata
Championia reticulata là một loài thực vật có hoa trong họ Tai voi. Loài này được Gardner mô tả khoa học đầu tiên năm 1846.